# Bobbi Brown
Pour l’article ayant un titre homophone, voir Bobby Brown.
Bobbi Brown (née le 14 avril 1957 à Chicago) est une maquilleuse professionnelle américaine.
Elle est la fondatrice de Bobbi Brown Cosmetics, une entreprise de produits cosmétiques racheté par la suite par Estée Lauder. Son entreprise est notamment connue pour avoir créé une ligne de rouge à lèvres réputée.
Elle a également écrit des livres sur la beauté et le bien-être.
Elle est également « conseillère créative » de la marque Augustinus Bader.